# Podostena litoralis
Podostena litoralis är en skalbaggsart som beskrevs av Henry Fuller Howden 1997. Podostena litoralis ingår i släktet Podostena och familjen Melolonthidae. Inga underarter finns listade i Catalogue of Life.